# Модрица (Крушевац)
Модрица је насељено место града Крушевца у Расинском округу. Према попису из 2022. било је 717 становника (према попису из 1991. било је 735 становника).

## Знаменитости
Село Модрица познато је широм Србије и бивше Југославије по пинтерском занату то јест по изради бурића за вино и ракију. Десетак породица бави се активно овим занатом а своје производе пласирају свуда по Србији и Европи.

## Демографија
У насељу Модрица живи 614 пунолетних становника, а просечна старост становништва износи 41,3 година (38,9 код мушкараца и 43,6 код жена). У насељу има 206 домаћинстава, а просечан број чланова по домаћинству је 3,71.
Ово насеље је великим делом насељено Србима (према попису из 2002. године), а у последња три пописа, примећен је пораст у броју становника.
|  |

| Демографија | Демографија | Демографија |
| Година      | Становника  | Становника  |
| ----------- | ----------- | ----------- |
| 1948.       | 677         |             |
| 1953.       | 677         |             |
| 1961.       | 690         |             |
| 1971.       | 682         |             |
| 1981.       | 734         |             |
| 1991.       | 735         | 710         |
| 2002.       | 764         | 787         |

| Етнички састав према попису из 2002.‍ | Етнички састав према попису из 2002.‍ | Етнички састав према попису из 2002.‍ | Етнички састав према попису из 2002.‍ | Етнички састав према попису из 2002.‍ |
| ------------------------------------ | ------------------------------------ | ------------------------------------ | ------------------------------------ | ------------------------------------ |
|                                      |                                      |                                      |                                      |                                      |
| Срби                                 | Срби                                 |                                      | 719                                  | 94,10%                               |
| Роми                                 | Роми                                 |                                      | 37                                   | 4,84%                                |
| Црногорци                            | Црногорци                            |                                      | 1                                    | 0,13%                                |
| непознато                            | непознато                            |                                      | 7                                    | 0,91%                                |

| Година пописа     | 1948. | 1953. | 1961. | 1971. | 1981. | 1991. | 2002. |
| ----------------- | ----- | ----- | ----- | ----- | ----- | ----- | ----- |
| Број домаћинстава | 144   | 147   | 176   | 182   | 182   | 191   | 206   |

| Број чланова      | 1  | 2  | 3  | 4  | 5  | 6  | 7 | 8 | 9 | 10 и више | Просек |
| ----------------- | -- | -- | -- | -- | -- | -- | - | - | - | --------- | ------ |
| Број домаћинстава | 21 | 50 | 30 | 35 | 35 | 23 | 6 | 2 | 2 | 2         | 3,71   |

| Пол    | Укупно | Неожењен/Неудата | Ожењен/Удата | Удовац/Удовица | Разведен/Разведена | Непознато |
| ------ | ------ | ---------------- | ------------ | -------------- | ------------------ | --------- |
| Мушки  | 314    | 80               | 214          | 9              | 11                 | 0         |
| Женски | 334    | 43               | 219          | 60             | 12                 | 0         |
| УКУПНО | 648    | 123              | 433          | 69             | 23                 | 0         |

| Пол    | Укупно                    | Пољопривреда, лов и шумарство | Рибарство                            | Вађење руде и камена | Прерађивачка индустрија       |
| ------ | ------------------------- | ----------------------------- | ------------------------------------ | -------------------- | ----------------------------- |
| Мушки  | 114                       | 4                             | 0                                    | 0                    | 65                            |
| Женски | 73                        | 8                             | 0                                    | 1                    | 30                            |
| УКУПНО | 187                       | 12                            | 0                                    | 1                    | 95                            |
| Пол    | Производња и снабдевање   | Грађевинарство                | Трговина                             | Хотели и ресторани   | Саобраћај, складиштење и везе |
| Мушки  | 6                         | 4                             | 11                                   | 2                    | 4                             |
| Женски | 0                         | 0                             | 9                                    | 3                    | 0                             |
| УКУПНО | 6                         | 4                             | 20                                   | 5                    | 4                             |
| Пол    | Финансијско посредовање   | Некретнине                    | Државна управа и одбрана             | Образовање           | Здравствени и социјални рад   |
| Мушки  | 1                         | 0                             | 3                                    | 0                    | 5                             |
| Женски | 0                         | 2                             | 1                                    | 4                    | 8                             |
| УКУПНО | 1                         | 2                             | 4                                    | 4                    | 13                            |
| Пол    | Остале услужне активности | Приватна домаћинства          | Екстериторијалне организације и тела | Непознато            | Непознато                     |
| Мушки  | 0                         | 0                             | 0                                    | 9                    | 9                             |
| Женски | 1                         | 0                             | 0                                    | 6                    | 6                             |
| УКУПНО | 1                         | 0                             | 0                                    | 15                   | 15                            |